# ديفيد بي. دان
ديفيد بي. دان (بالإنجليزية: David B. Dunn)‏ هو دبلوماسي أمريكي، ولد في 19 يونيو 1949 في غريت فولز في الولايات المتحدة.

## وصلات خارجية
- ديفيد بي. دان على موقع إن إن دي بي (الإنجليزية)